# Dīznāb
Dīznāb (persiska: دیزناب) är en ort i Iran.   Den ligger i provinsen Östazarbaijan, i den nordvästra delen av landet, 500 km nordväst om huvudstaden Teheran. Dīznāb ligger 1 874 meter över havet och antalet invånare är 202.
Terrängen runt Dīznāb är kuperad åt nordväst, men åt sydost är den platt.Runt Dīznāb är det ganska glesbefolkat, med 43 invånare per kvadratkilometer. Närmaste större samhälle är Bostānābād, 10,1 km öster om Dīznāb. Trakten runt Dīznāb består i huvudsak av gräsmarker.